# ジェラルド・マーシャート
ジェラルド・マーシャート（Gerald Meerschaert、1987年12月18日 - ）は、アメリカ合衆国の男性総合格闘家。ウィスコンシン州ラシーン出身。キルクリフFC所属。元RFAミドル級王者。

## 来歴
ウィスコンシン州ラシーンで生まれ、若い頃はテコンドーとアルト・サクソフォーンを経験する。大学では音楽教育を専攻したが、テレビで地元の総合格闘技とUFCの試合を観て総合格闘家になることを決意し、19歳からトレーニングを始めた。

### 総合格闘技
2007年、プロ総合格闘技デビュー。様々な団体で経験を積み、2016年にRFAミドル級王座を獲得した。

### UFC
2016年12月9日、UFC初参戦となったUFC Fight Night: Lewis vs. Abdurakhimovでジョー・ジリオッティと対戦し、アナコンダチョークで1R一本勝ち。パフォーマンス・オブ・ザ・ナイトを受賞した。
2017年12月1日、The Ultimate Fighter 26 Finaleでエリック・スパイスリーと対戦し、左ミドルキックで2RTKO勝ち。パフォーマンス・オブ・ザ・ナイトを受賞した。
2019年3月31日、UFC on ESPN: Barboza vs. Gaethjeでケビン・ホランドと対戦し、1-2の判定負け。なお、海外のMMAメディアサイトの採点では17人中14人の記者がマーシャートの勝利を支持した。
2019年10月12日、UFC Fight Night: Joanna vs. Watersonでエリク・アンダースと対戦し、1-2の判定負け。なお、海外のMMAメディアサイトの採点では15人中13人の記者がマーシャートの勝利を支持した。
2020年6月6日、UFC 250でミドル級ランキング13位のイアン・ハイニッシュと対戦し、右フックでダウンを奪われパウンドで1RTKO負け。
2020年9月19日、UFC Fight Night: Covington vs. Woodleyでカムザット・チマエフと対戦し、右ストレートで開始17秒のKO負け。
2021年4月17日、UFC on ESPN: Whittaker vs. Gastelumでバルトス・ファビンスキと対戦し、ギロチンチョークで1Rテクニカル一本勝ち。パフォーマンス・オブ・ザ・ナイトを受賞した。
2021年8月28日、UFC on ESPN: Barboza vs. Chikadzeでマフムート・ムラドフと対戦し、リアネイキドチョークで2R一本勝ち。2試合連続のパフォーマンス・オブ・ザ・ナイトを受賞した。
2024年8月24日、UFC on ESPN: Cannonier vs. Borralhoでエドメン・シャバージアンと対戦し、肩固めで2R一本勝ち。パフォーマンス・オブ・ザ・ナイトを受賞した。

## 人物・エピソード
- ニックネームの一つである「ザ・マシン」（The Machine）は、マーシャートがジムで休むことなくトレーニングをしていたことから名付けられた[4]。
- UFCミドル級における最多フィニッシュ勝利記録「12勝」、最多一本勝利記録「11勝」を保持している。
- 既婚者であり、1人息子がいる。

## 戦績
| 総合格闘技 戦績 | 総合格闘技 戦績 | 総合格闘技 戦績 | 総合格闘技 戦績 | 総合格闘技 戦績 | 総合格闘技 戦績 | 総合格闘技 戦績 |
| --------------- | --------------- | --------------- | --------------- | --------------- | --------------- | --------------- |
| 57 試合         | (T)KO           | 一本            | 判定            | その他          | 引き分け        | 無効試合        |
| 37 勝           | 6               | 29              | 2               | 0               | 0               | 0               |
| 20 敗           | 5               | 9               | 6               | 0               | 0               | 0               |

| 勝敗 | 対戦相手                   | 試合結果                             | 大会名                                                       | 開催年月日     |
| ×    | ミハル・オレクシェイチュク | 1R 3:03 TKO（左ストレート→パウンド） | UFC 319: du Plessis vs. Chimaev                              | 2025年8月16日  |
| ×    | ブラッド・タヴァレス       | 5分3R終了 判定0-3                    | UFC on ESPN 65: Emmett vs. Murphy                            | 2025年4月6日   |
| ×    | ライニアー・デ・リダー     | 3R 1:44 肩固め                       | UFC Fight Night: Magny vs. Prates                            | 2024年11月9日  |
| ○    | エドメン・シャバージアン   | 2R 4:12 肩固め                       | UFC on ESPN 62: Cannonier vs. Borralho                       | 2024年8月24日  |
| ○    | ブライアン・バーバリーナ   | 2R 4:23 ネッククランク               | UFC Fight Night: Tuivasa vs. Tybura                          | 2024年3月16日  |
| ×    | アンドレ・ペトロスキー     | 5分3R終了 判定1-2                    | UFC 292: Sterling vs. O'Malley                               | 2023年8月19日  |
| ×    | ジョー・パイファー         | 1R 3:15 TKO（パウンド）              | UFC 287: Pereira vs. Adesanya 2                              | 2023年4月8日   |
| ○    | ブルーノ・シウバ           | 3R 1:39 ギロチンチョーク             | UFC on ESPN 41: Vera vs. Cruz                                | 2022年8月13日  |
| ×    | クリストフ・ヨトゥコ       | 5分3R終了 判定0-3                    | UFC on ESPN 35: Font vs. Vera                                | 2022年4月30日  |
| ○    | ダスティン・シュトルツフス | 3R 2:58 リアネイキドチョーク         | UFC Fight Night: Lewis vs. Daukaus                           | 2021年12月18日 |
| ○    | マフムート・ムラドフ       | 2R 1:49 リアネイキドチョーク         | UFC on ESPN 30: Barboza vs. Chikadze                         | 2021年8月28日  |
| ○    | バルトス・ファビンスキ     | 1R 2:00 ギロチンチョーク             | UFC on ESPN 22: Whittaker vs. Gastelum                       | 2021年4月17日  |
| ×    | カムザット・チマエフ       | 1R 0:17 KO（右ストレート）           | UFC Fight Night: Covington vs. Woodley                       | 2020年9月19日  |
| ×    | イアン・ハイニッシュ       | 1R 1:14 TKO（右フック→パウンド）     | UFC 250: Nunes vs. Spencer                                   | 2020年6月6日   |
| ○    | デロン・ウィン             | 3R 2:14 リアネイキドチョーク         | UFC 248: Adesanya vs. Romero                                 | 2020年3月7日   |
| ×    | エリク・アンダース         | 5分3R終了 判定1-2                    | UFC Fight Night: Joanna vs. Waterson                         | 2019年10月12日 |
| ○    | トレヴィン・ジャイルズ     | 3R 1:49 ギロチンチョーク             | UFC on ESPN 5: Covington vs. Lawler                          | 2019年8月3日   |
| ×    | ケビン・ホランド           | 5分3R終了 判定1-2                    | UFC on ESPN 2: Barboza vs. Gaethje                           | 2019年3月30日  |
| ×    | ジャック・ハーマンソン     | 1R 4:25 ギロチンチョーク             | UFC on FOX 31: Lee vs. Iaquinta 2                            | 2018年12月15日 |
| ○    | オスカル・ピエホタ         | 2R 4:55 リアネイキドチョーク         | The Ultimate Fighter 27 Finale                               | 2018年7月6日   |
| ○    | エリック・スパイスリー     | 2R 2:18 TKO（左ミドルキック）        | The Ultimate Fighter 26 Finale                               | 2017年12月1日  |
| ×    | チアゴ・サントス           | 2R 2:04 TKO（パウンド）              | UFC 213: Romero vs. Whittaker                                | 2017年7月8日   |
| ○    | ライアン・ジェーンズ       | 1R 1:34 腕ひしぎ十字固め             | UFC Fight Night: Lewis vs. Browne                            | 2017年2月19日  |
| ○    | ジョー・ジリオッティ       | 1R 4:12 アナコンダチョーク           | UFC Fight Night: Lewis vs. Abdurakhimov                      | 2016年12月9日  |
| ○    | チェイス・ウォルドン       | 1R 1:44 肩固め                       | Resurrection Fighting Alliance 【RFAミドル級タイトルマッチ】 | 2016年10月26日 |
| ○    | シドニー・ウィーラー       | 1R 1:22 キムラロック                 | Valor Fights 36                                              | 2016年8月13日  |
| ○    | ルーカス・ロタ             | 3R 0:50 TKO（ドクターストップ）      | Titan FC 34                                                  | 2015年7月18日  |
| ○    | キース・スメタナ           | 1R 1:51 TKO（パンチ連打）            | 4BC: Capital City Punishment                                 | 2015年6月27日  |
| ○    | マット・ラゴウ             | 1R 1:26 肩固め                       | KOTC: Magnum Force                                           | 2014年9月27日  |
| ×    | サム・アルビー             | 5分3R終了 判定0-3                    | NAFC                                                         | 2014年5月31日  |
| ○    | エディ・ラレア             | 2R 1:05 肩固め                       | NAFC: Super Brawl 2                                          | 2014年1月31日  |
| ○    | ネイサン・ガン             | 2R 2:00 ギロチンチョーク             | Canadian Fighting Championship 8                             | 2013年9月13日  |
| ○    | ジョージ・ロックハート     | 5分3R終了 判定3-0                    | National Fighting Championship 58                            | 2013年7月19日  |
| ○    | ジェイ・エリス             | 1R 1:03 TKO（パンチ連打）            | KOTC: Certified                                              | 2013年4月20日  |
| ×    | アンソニー・ラプスリー     | 1R 1:15 リアネイキドチョーク         | Rocktagon MMA Elite Series 23                                | 2013年1月19日  |
| ×    | セルゲイ・ユスケビッチ     | 1R 4:32 膝十字固め                   | Score Fighting Series 6                                      | 2012年10月19日 |
| ○    | エディ・ラレア             | 1R 3:35 リアネイキドチョーク         | Rogue Warrior Championships 3                                | 2011年9月6日   |
| ×    | ハーバート・グッドマン     | 1R 1:28 リアネイキドチョーク         | Combat USA: Wisconsin State Finals                           | 2011年4月22日  |
| ○    | ダラス・オマリー           | 2R 0:38 ギロチンチョーク             | Combat USA 24                                                | 2011年1月6日   |
| ○    | サム・アルビー             | 5R 4:08 ギロチンチョーク             | Combat USA: Championship Tournament Finals                   | 2010年9月21日  |
| ○    | ロン・フェアクロス         | 2R 3:34 リアネイキドチョーク         | Madtown Throwdown Worlds Collide                             | 2010年7月10日  |
| ○    | ジム・クリムチク           | 1R 2:56 TKO（パンチ連打）            | Combat USA - 19                                              | 2010年4月17日  |
| ○    | エディ・ラレア             | 2R 0:52 肩固め                       | Extreme Cagefighting Organisation 4                          | 2010年3月20日  |
| ○    | モリソン・ラム             | 1R 1:02 ギロチンチョーク             | Racine Fight Night 5                                         | 2009年11月28日 |
| ○    | ジェイコブ・クエスター     | 1R 1:14 ネッククランク               | Gladiators Cage Fighting: Fair Warning                       | 2009年8月15日  |
| ×    | ケニー・ロバートソン       | 1R 3:15 膝十字固め                   | Madtown Throwdown 19                                         | 2009年5月2日   |
| ×    | カーティス・ベイリー       | 1R 1:19 ギロチンチョーク             | Madtown Throwdown 17                                         | 2008年10月10日 |
| ○    | マイク・ヴォーン           | 2R リアネイキドチョーク              | Madtown Throwdown 16                                         | 2008年7月25日  |
| ○    | ライアン・シーパー         | 1R 0:40 腕ひしぎ十字固め             | Freestyle Combat Challenge 35                                | 2008年5月3日   |
| ○    | アレックス・カーター       | 2R 三角絞め                          | Freestyle Combat Challenge 34                                | 2008年3月29日  |
| ○    | カレブ・クルル             | 3分3R終了 判定3-0                    | Freestyle Combat Challenge 33                                | 2008年2月23日  |
| ○    | ケネス・アレン             | 1R 三角絞め                          | Freestyle Combat Challenge 32                                | 2008年1月12日  |
| ×    | 花澤大介                   | 1R 2:23 キムラロック                 | Freestyle Combat Challenge 29                                | 2007年8月11日  |
| ○    | ウィル・ペース             | 1R リアネイキドチョーク              | Freestyle Combat Challenge 28                                | 2007年5月19日  |
| ○    | シェーン・クルッテン       | 2R TKO（パンチ連打）                 | Freestyle Combat Challenge 27                                | 2007年5月12日  |
| ×    | ジェイ・エリス             | 1R チョーク                          | Freestyle Combat Challenge 26                                | 2007年3月10日  |
| ○    | フェルナンド・ゴメス       | 1R チョーク                          | Freestyle Combat Challenge 25                                | 2007年1月13日  |

## 獲得タイトル
- 第5代RFAミドル級王座（2016年）

## 表彰
- UFC パフォーマンス・オブ・ザ・ナイト (5回)